# Coccoloba fastigiata
Coccoloba fastigiata är en slideväxtart som beskrevs av Meissn.. Coccoloba fastigiata ingår i släktet Coccoloba och familjen slideväxter. Inga underarter finns listade i Catalogue of Life.